# Laphria cinerea
Laphria cinerea är en tvåvingeart som först beskrevs av Werner Back 1904.  Laphria cinerea ingår i släktet Laphria och familjen rovflugor. Inga underarter finns listade i Catalogue of Life.